# ブウィンディ原生国立公園
ブウィンディ原生国立公園は、1991年にウガンダの国立公園に指定された、ブウィンディ原生林の一部である。コンゴ民主共和国との国境に接し、コンゴのヴィルンガ国立公園とも隣接しており、アフリカ大地溝帯のアルベルティーヌ溝帯沿いに位置する。331km2の熱帯林を含み、平地、高地の森林環境を抱えている。それらには徒歩でのみ立ち入りが可能である。
公園は、コロブス亜科、チンパンジー、ロエストモンキー、アフリカゾウ属や多くの鳥類（アフリカミドリヒロハシ、オオアフリカスゲヨシキリ、クリビタイヒメムシクイ、コンゴサメビタキ、ズアカハゴロモキンパラ、サイチョウ科やエボシドリ科など）、チョウ類（ドルーリーオオアゲハ、ヘラオアゲハなど）が生息する保護区となっている。
この公園のなかで有名なのは340頭ほどのブウィンディゴリラである。この頭数は絶滅が危惧されている世界のマウンテンゴリラの頭数の約半分にあたる。この公園には、人に馴れている3つのマウンテンゴリラのグループがある。「ムバレ」「カテンデギェレ」「ルシェグラ」と名付けられた3集団の中で、「ムバレ」が完全に馴らされている。
ブウィンディの原生林は樹木の生物多様性のホットスポットで、アフリカの生態系の中でも最も豊かなものの一つである。120種の哺乳類、346種の鳥類、202種の森林生の蝶類、163種の樹木（うち固有種10種）、100種のシダ、27種の爬虫類などが確認されており、その中には絶滅危惧種や大地溝帯の固有種なども含まれている。

## 世界遺産

### 登録基準
この世界遺産は世界遺産登録基準のうち、以下の条件を満たし、登録された（以下の基準は世界遺産センター公表の登録基準からの翻訳、引用である）。
- (7) ひときわすぐれた自然美及び美的な重要性をもつ最高の自然現象または地域を含むもの。
- (10) 生物多様性の本来的保全にとって、もっとも重要かつ意義深い自然生息地を含んでいるもの。これには科学上または保全上の観点から、すぐれて普遍的価値を持つ絶滅の恐れのある種の生息地などが含まれる。

## 影響
この国立公園が設立されたことにより先住民の生活が破壊された。